# Raj Chandra Bose
Raj Chandra Bose (bengalisch: রাজ চন্দ্র বসু, Rāj Candra Basu; * 19. Juni 1901 in Hoshangabad, Central Provinces, Britisch-Indien, heute in Madhya Pradesh; † 31. Oktober 1987 in Fort Collins, Colorado) war ein indischer Mathematiker und Statistiker. Er wurde unter anderem bekannt durch seine Arbeiten auf dem Gebiet der Kodierungstheorie (BCH-Code).

## Leben
Raj Chandra Bose wurde in Hoshangabad in Indien als erstes von fünf Geschwistern geboren. Sein Vater, ein Arzt, setzte große Hoffnungen in seinen ältesten Sohn und erwartete sehr gute Leistungen in der Schule. Nachdem seine Eltern frühzeitig verstarben, lastete im Alter von 19 Jahren die Verantwortung für seine jüngeren Geschwister auf ihm. Trotz dieser schwierigen Umständen schloss er 1927 an der University of Calcutta sein Studium der Mathematik erfolgreich als MA ab.
Im Dezember 1932 wurde Prasanta Chandra Mahalanobis, Direktor des neu gegründeten Indian Statistical Institute, auf den jungen Bose aufmerksam und holte ihn an sein Institut. Bose eignete sich hier Grundlagenwissen auf dem Gebiet der Statistik an.
1940 wechselte er an die University of Calcutta, wo er 1945 Leiter der Abteilung für Statistik wurde. Auf Drängen seiner Vorgesetzten promovierte Bose hier.
1947 reiste Bose in die Vereinigten Staaten. Er war als Gastprofessor an der Columbia University und der University of North Carolina at Chapel Hill tätig und erhielt in dieser Zeit viele Angebote. In Anbetracht der in seiner Heimat steigenden Belastung durch Verwaltungsvorgänge emigrierte er schließlich im März 1949 und nahm an der University of North Carolina at Chapel Hill eine Tätigkeit als Professor für Statistik auf.
Hier machte Bose seine bekanntesten Entdeckungen. Zusammen mit seinem Studenten S. S. Shrikhande (in den 1960er Jahren Vorstand der Mathematikfakultät an der Universität Bombay) widerlegte er die Eulersche Vermutung, dass keine zueinander orthogonale Lateinische Quadrate der Ordnung 4k + 2 existieren. Sie zeigten sogar, dass es unendlich viele solche Lateinischen Quadrate gibt. Damit widerlegten sie einen vorgeblichen Beweis von Harris F. MacNeish aus den 1920er Jahren. Gemeinsam mit D. K. Ray-Chaudhuri und A. Hocquenghem entdeckte er ein neues Verfahren zur Vorwärtsfehlerkorrektur in der Übertragungstechnik, den nach seinen Entdeckern benannten BCH-Code.
Im Jahre 1976 erhielt er eine der höchsten amerikanischen Auszeichnungen für Wissenschaftler, er wurde zum Fellow der amerikanischen National Academy of Sciences ernannt. 1950 war er Invited Speaker auf dem Internationalen Mathematikerkongress (ICM) in Cambridge (Massachusetts) (Mathematical theory of factorial designs).
Bose starb 1987 im Alter von 86 Jahren in Colorado.

## Schriften (Auswahl)
- On the construction of balanced incomplete block designs, Annals of Eugenics, Band 9, 1939, S. 358–399.
- Zs. mit K. R. Nair: Partially balanced incomplete block designs. Sankhya, Band 4, 1939, S. 337–372.
- Zs. mit R. K. Ray-Chaudhuri: On a class of error-correcting binary codes. Information and control, Band 3, 1960, S. 68–79.
- Zs. mit S. S. Shrikhande: On the falsity of Euler’s conjecture about the non-existence of two orthogonal Latin squares of order 4t+2, Proceedings of the National Academy of Science USA, Band 45, 1959, S. 734–737.